# 山川組
徳誠会は、茨城県石岡市に本部を置く暴力団で、神戸山口組の二次団体。

## 略歴

### 三代目
- 2004年、山川組舎弟頭大澤組組長大澤忠興は、山川組の解散に伴い芳菱会に移籍、若頭補佐に就任した。
- 2008年、芳菱会の解散に伴い、引退。
- 2015年12月10日、大澤忠興は、三代目山川組を継承して、神戸山口組に参画した。[1]

## 歴代
- 初代 - 山川賢一（五代目山口組若中）